# 맥스웰 퍼킨스

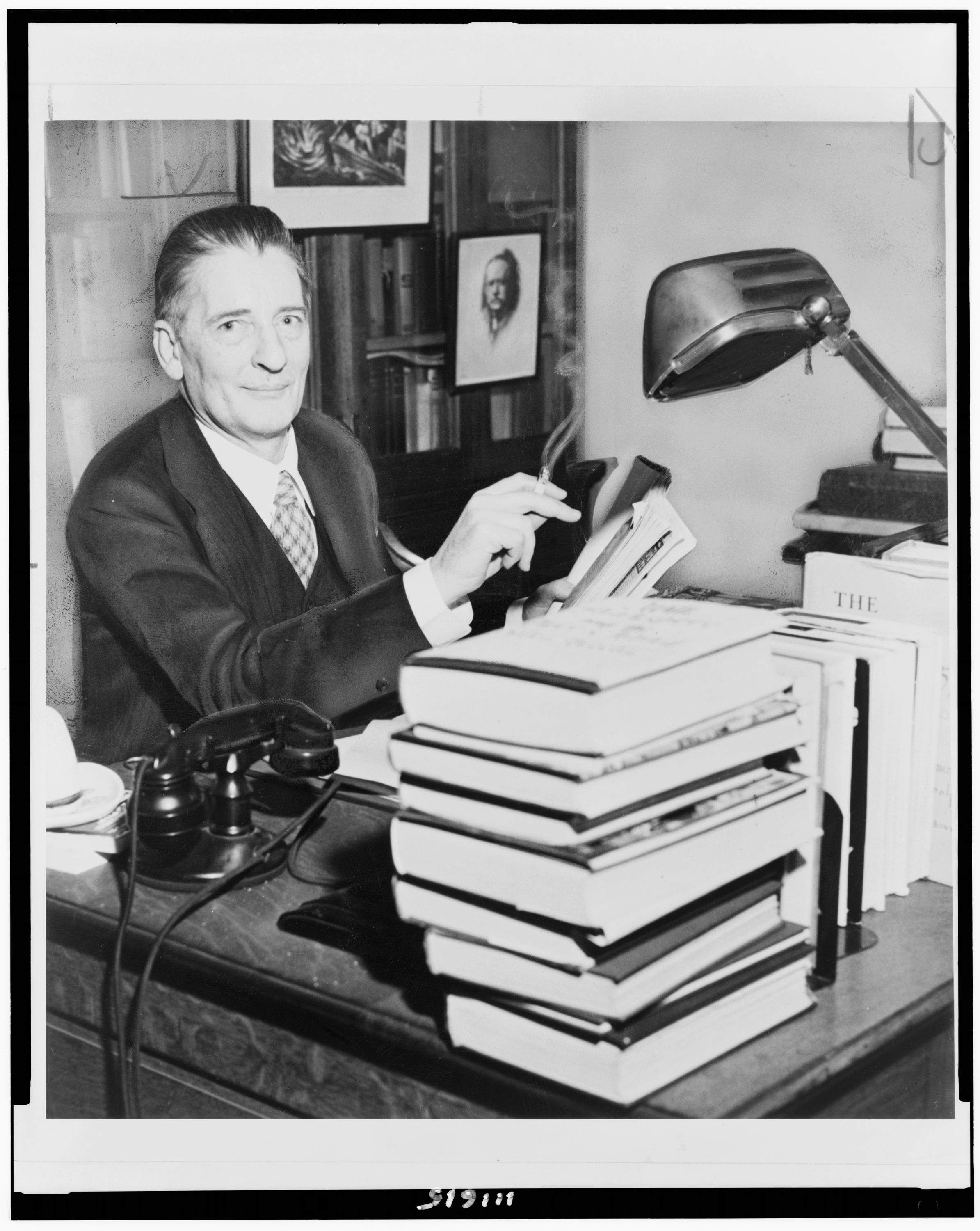
맥스웰 퍼킨스

윌리엄 맥스웰 에버츠 퍼킨스(영어: William Maxwell Evarts Perkins, 1884년 9월 30일 ~ 1947년 6월 17일), 간단히 맥스웰 퍼킨스(Maxwell Perkins) 또는 맥스 퍼킨스(Max Perkins)로 잘 알려진 미국의 서적 편집자였다. F. 스콧 피츠제럴드, 어니스트 헤밍웨이, 토머스 울프 등의 작가를 발굴하였다.